# Đồng tiến hóa
Trong sinh học, đồng tiến hóa (tiếng Anh: coevolution) là một dạng tiến hóa xảy ra khi hai hoặc nhiều loài ảnh hưởng đến sự tiến hóa của nhau thông qua quá trình chọn lọc tự nhiên. Thuật ngữ này đôi khi được sử dụng để chỉ đến các tác động về tiến hóa giữa hai đặc điểm trong cùng một loài. 

## Đại cương
Charles Darwin đã đề cập đến các tương tác về đồng tiến hóa giữa thực vật có hoa và côn trùng trong tác phẩm Nguồn gốc các loài (1859). Mặc dù ông không sử dụng từ "đồng tiến hóa", nhưng ông đã nêu ra cách thực vật và côn trùng có thể tiến hóa cùng nhau. Các nhà tự nhiên học vào cuối những năm 1800 đã nghiên cứu về các tương tác giữa các loài có thể dẫn đến đồng tiến hóa. Các ví dụ về đồng tiến hóa do con người tác động vào có thể được kể đến như các chương trình nhân giống được phát triển bởi các nhà nghiên cứu bệnh học thực vật vào những năm 1940. Việc phát triển các giống cây trồng mới có khả năng kháng một số bệnh đã tạo điều kiện cho các quần thể mầm bệnh có thể tiến hóa nhanh chóng để vượt qua các hệ thống phòng thủ của thực vật và nó khiến cho con người phải phát triển các giống cây trồng mới để chống lại mầm bệnh đã tiến hóa và do đó tạo ra một chu kỳ tiến hóa qua lại liên tục giữa cây trồng và mầm bệnh cho đến ngày nay. 
Đồng tiến hóa như một chủ đề nghiên cứu chính về tự nhiên đã được mở rộng một cách nhanh chóng vào thập niên 1960 khi Daniel H. Janzen đã chỉ ra quan hệ đồng tiến hóa giữa cây keo và kiến và Paul R. Ehrlich và Peter H. Raven nêu ra cách đồng tiến hóa giữa thực vật và bướm có thể đã góp phần đến sự đa dạng loài ở cả hai bên. Nền tảng lý thuyết của đồng tiến hóa hiện đã được phát triển tốt và đã chứng minh rằng đồng tiến hóa có thể đóng vai trò quan trọng trong việc thúc đẩy các quá trình tiến hóa quan trọng như sự sinh sản hữu tính hoặc thay đổi trong thể bội. Gần đây hơn, người ta đã chứng minh rằng đồng tiến hóa có thể ảnh hưởng đến cấu trúc và chức năng của các cộng đồng sinh thái, sự tiến hóa của các nhóm cộng sinh như thực vật và các loài thụ phấn và động lực của bệnh truyền nhiễm.
Mỗi bên trong quan hệ đồng tiến hóa sẽ gây ra áp lực chọn lọc cho bên kia, từ đó ảnh hưởng đến sự tiến hóa của nhau. Đồng tiến hóa bao gồm nhiều dạng cộng sinh, vật chủ-ký sinh và loài săn mồi-con mồi giữa các loài, cũng như sự cạnh tranh cùng loài hay cạnh tranh khác loài. Trong nhiều trường hợp, áp lực chọn lọc thúc đẩy một cuộc chạy đua tiến hóa giữa các loài với nhau. Đồng tiến hóa theo cặp giữa hai loài không phải là dạng duy nhất của đồng tiến hóa; trong quá trình đồng tiến hóa đa loài, đôi khi còn được gọi là đồng tiến hóa tập thể hoặc khuếch tán, một vài loài có thể tiến hóa một số tính trạng nhất định để có thể tương hỗ với các tính trạng ở các loài khác, như đã xảy ra giữa thực vật có hoa và côn trùng thụ phấn như như ong, ruồi và bọ cánh cứng. Có một loạt giả thuyết cụ thể về cơ chế mà các nhóm loài cùng tiến hóa với nhau Đồng tiến hóa chủ yếu là một khái niệm sinh học, nhưng các nhà nghiên cứu đã áp dụng nó bằng cách tương tự với các lĩnh vực khác như khoa học máy tính, xã hội học và thiên văn học.

## Cộng sinh
Đôi khi các mối quan hệ đồng tiến hóa giữa hai hay nhiều loài có thể tạo ra các mối quan hệ cộng sinh với nhau, các mối quan hệ như vậy có thể có nhiều dạng khác nhau.  

### Thực vật có hoa
Thực vật có hoa đã xuất hiện và đa dạng hóa đột ngột trong hồ sơ hóa thạch đến mức Charles Darwin đã gọi nó là "bí ẩn kỳ dị", ông cân nhắc liệu đồng tiến hóa có thể là lời giải hay không.  Lần đầu tiên ông đề cập đến đồng tiến hóa là trong sách Nguồn gốc các loài, và đã phát triển khái niệm này hơn nữa trong Sự thụ tinh của hoa lan (1862).  

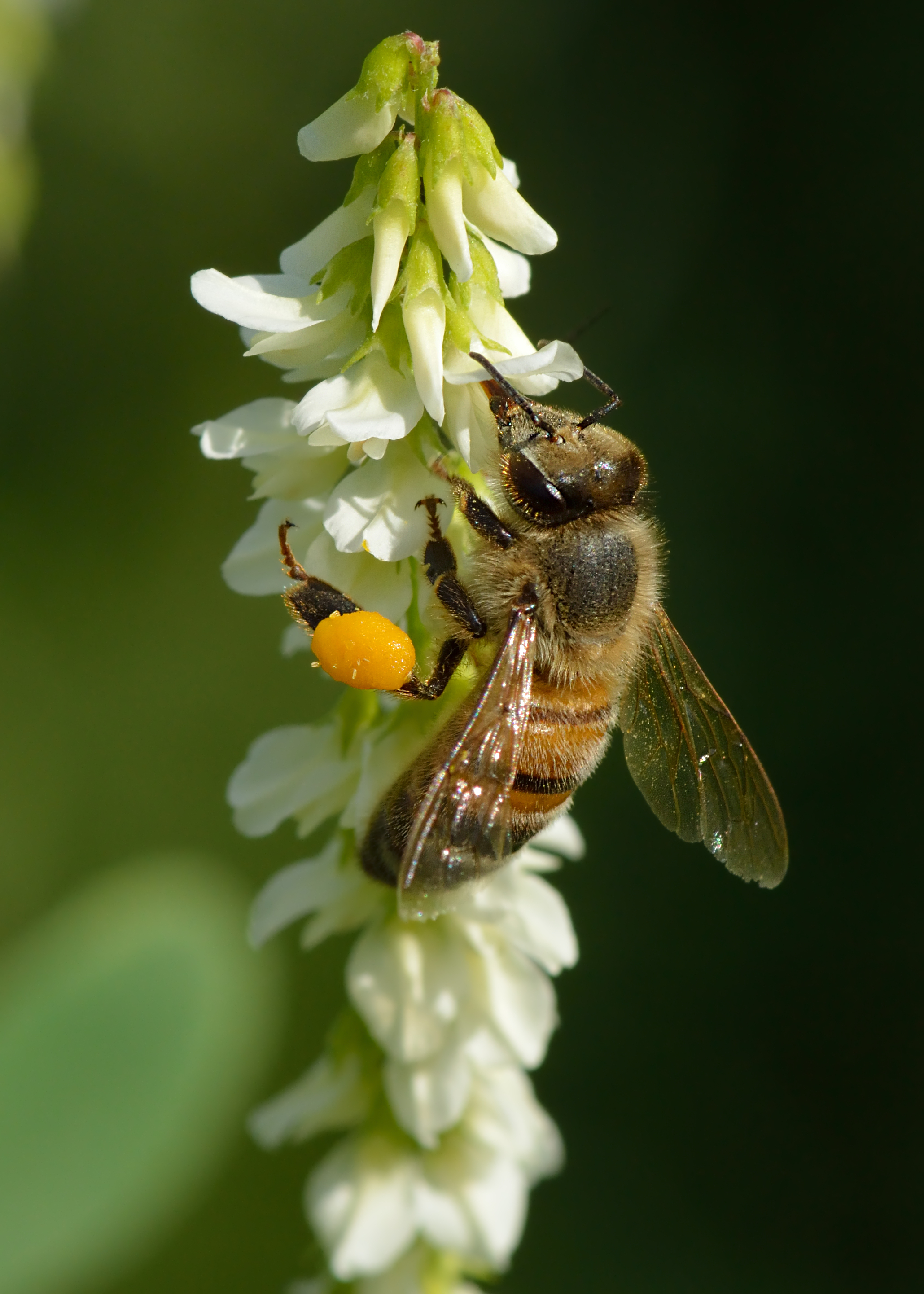
Ong mật thu thập phấn hoa và nhận được phần thưởng là mật hoa ở các bông hoa.

#### Côn trùng và hoa thụ phấn nhờ côn trùng
Các loài hoa thụ phấn nhờ côn trùng hiện đại đã đồng tiến hóa cùng với các loài thụ phấn để quá trình thụ phấn của chúng được đảm bảo và phần thưởng cho các loài thụ phấn là mật hoa và phấn hoa. Hai nhóm này đã đồng tiến hóa trong hơn 100 triệu năm và đã tạo ra một mạng lưới tương tác phức tạp. 
Các loài côn trùng đã thành công trong việc đồng tiến hóa với thực vật có hoa, đặc biệt là các loài trong Bộ cánh màng (ong bắp cày, ong và kiến) với Bộ cánh vẩy (bướm và bướm đêm) và nhiều loại ruồi và bọ cánh cứng vào Kỷ Phấn trắng (145-66 triệu năm trước). Những loài ong thụ phấn đầu tiên đã tồn tại vào đầu kỷ Phấn trắng  khi một nhóm ong bắp cày và bộ Cánh vẩy đã đồng tiến hóa với thực vật có hoa.  Hơn nữa, tất cả các nhánh ong chính đã xuất hiện vào giữa và cuối kỷ Phấn trắng cùng lúc với sự bức xạ thích nghi của thực vật hai lá mầm thật sự và vào thời điểm thực vật hạt kín trở thành thực vật thống trị thế giới trên đất liền. 
Ít nhất có ba đặc điểm của hoa đã khiến cho quá trình đồng tiến hóa giữa thực vật có hoa và côn trùng xảy ra bởi vì chúng liên quan đến sự giao tiếp giữa các nhóm sinh vật đó. Thứ nhất là khả năng giao tiếp bằng mùi hương, côn trùng thường sử dụng mùi hương để xác định khoảng cách của một bông hoa và tiếp cận nó, xác định nơi hạ cánh và cuối cùng là thu thập mật hoa. Thứ hai, hoa thu hút côn trùng dẫn đến nơi có hoa văn sọc chứa mật hoa và phấn hoa với các màu sắc mà chúng nhạy cảm như xanh lam và tia cực tím, còn đối với hoa thụ phấn nhờ chim thì sẽ có xu hướng mang màu đỏ và cam. Thứ ba, đối với một số loài hoa, chẳng hạn như một số loài phong lan thì sẽ bắt chước con cái của một số loài côn trùng cụ thể để đánh lừa con đực trong quá trình giao phối giả.  

Loài Yucca whipplei chỉ được thụ phấn duy nhất bởi loài Tegeticula maculata, một loài bướm đêm phụ thuộc vào Yucca để sinh tồn. Loài bướm đêm này thường ăn hạt của cây và đồng thời thu thập phấn hoa. Phấn hoa của chúng đã tiến hóa để trở nên dinh dính và đọng lại trên các bộ phận của miệng khi bướm đêm di chuyển sang bông hoa khác và Yucca cũng cung cấp một nơi để bướm đêm đẻ trứng nằm sâu bên trong những bông hoa để tránh những kẻ săn mồi tiềm ẩn. 

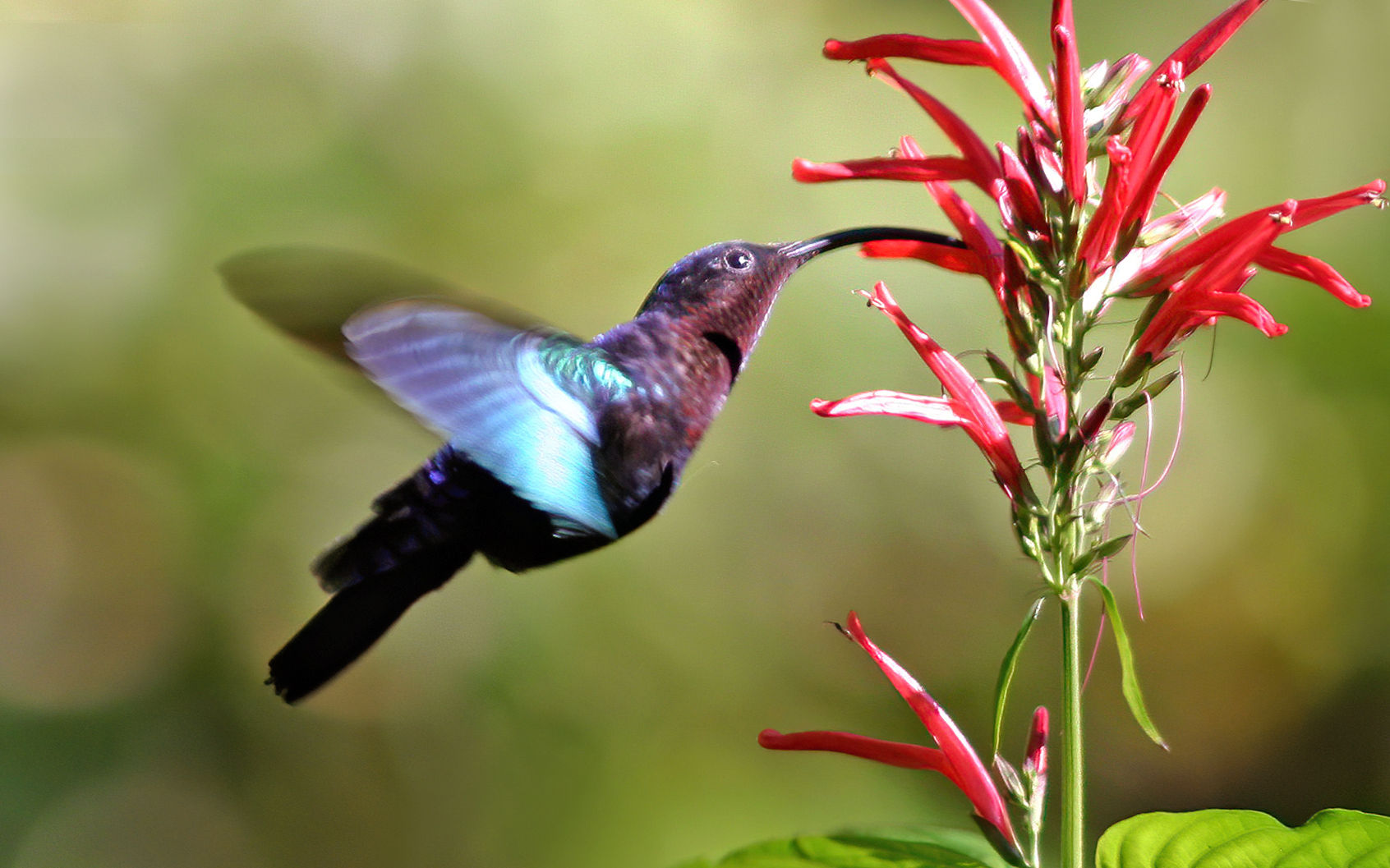
Chim ruồi và hoa là một ví dụ về sự đồng tiến hóa

#### Chim và hoa thụ phấn nhờ chim
Chim ruồi và các loài thụ phấn nhờ chim đã phát triển một mối quan hệ cộng sinh với nhau. Những bông hoa có mật hoa phù hợp với chế độ ăn của chim, màu sắc của chúng phù hợp với tầm nhìn của chim và hình dạng của chúng phù hợp với mỏ chim. Thời gian nở hoa của loài thụ phấn nhờ chim cũng khớp với mùa sinh sản của chim ruồi. Những đặc điểm về hoa của loài thụ phấn nhờ chim rất khác so với các loài thụ phấn nhờ côn trùng. Các loài hoa thụ phấn nhờ chim thường có xu hướng phức tạp, sặc sỡ và lộng lẫy hơn so với hoa thụ phấn nhờ côn trùng. Theo lẽ thường thì các loài hoa đã cộng sinh với côn trùng trước sau đó một số loài hoa đã chuyển sang cộng sinh với chim và không có nhiều bằng chứng khoa học ủng hộ cho các trường hợp ngược lại. Sự đa dạng về kiểu hình hoa ở các loài thụ phấn nhờ chim và tính nhất quán tương đối quan sát được ở các loài thụ phấn nhờ ong có thể là do sự ưa thích của loài thụ phấn.
Các loài hoa thường cạnh tranh với nhau để thụ phấn và sự thích nghi làm giảm tác động bất lợi của sự cạnh tranh này. Việc các loài chim có thể bay trong thời tiết khắc nghiệt khiến chúng thụ phấn hiệu quả hơn ong và các loài côn trùng khác vốn không thể ra ngoài với thời tiết khắc nghiệt như vậy, các loài hoa thụ phấn nhờ chim có thể đã xuất hiện vì lý do này trong những khu vực cô lập có ít tập đoàn côn trùng hoặc có cây ra hoa vào mùa đông. Các loài hoa thụ phấn nhờ chim thường có mật hoa và đường cao hơn so với hoa thụ phấn nhờ côn trùng  và điều này đáp ứng được nhu cầu năng lượng cao của chim vốn là yếu tố quan trọng nhất trong việc lựa chọn hoa. 
Những bông hoa thụ phấn nhờ chim thường hội tụ về một hình thái và màu sắc chung vì chúng có thể thu hút các loài chim. Chiều dài và độ cong khác nhau của cánh hoa có thể làm ảnh hưởng đến hiệu quả chiết xuất ở các loài chim ruồi có sự khác biệt về hình thái mỏ. Những bông hoa hình ống buộc chim phải định hướng mỏ của nó theo một cách cụ thể khi thăm dò hoa, đặc biệt là khi mỏ và tràng hoa đều cong thì điều này cho phép cây đặt phấn hoa lên một bộ phận nhất định trên cơ thể chim và cho phép có nhiều sự thích nghi về hình thái hơn. 
Các loài hoa thụ phấn nhờ chim cần phải dễ thấy và gây chú ý đối với chim. Chim có độ nhạy quang phổ lớn nhất và thường phân biệt màu sắc tốt nhất ở đầu màu đỏ của quang phổ thị giác  nên màu đỏ đặc biệt dễ thấy đối với chúng. Chim ruồi cũng có thể nhìn thấy tia cực tím. Sự phổ biến của tia cực tím và đường dẫn mật hoa ở các loài hoa thụ phấn nhờ côn trùng có ít mật hoa cảnh báo chim nên tránh những bông hoa này. Mỗi phân họ trong số hai họ chim ruồi, Phaethornithinae và Trochilinae đều đã tiến hóa cùng với một nhóm hoa cụ thể. Hầu hết các loài Phaethornithinae đều đồng tiến hóa với các loài thực vật một lá mầm thân thảo lớn, trong khi các loài Trochilinae lại ưa các loài thực vật hai lá mầm. 

### Chi Sung và Ong bắp cày sung

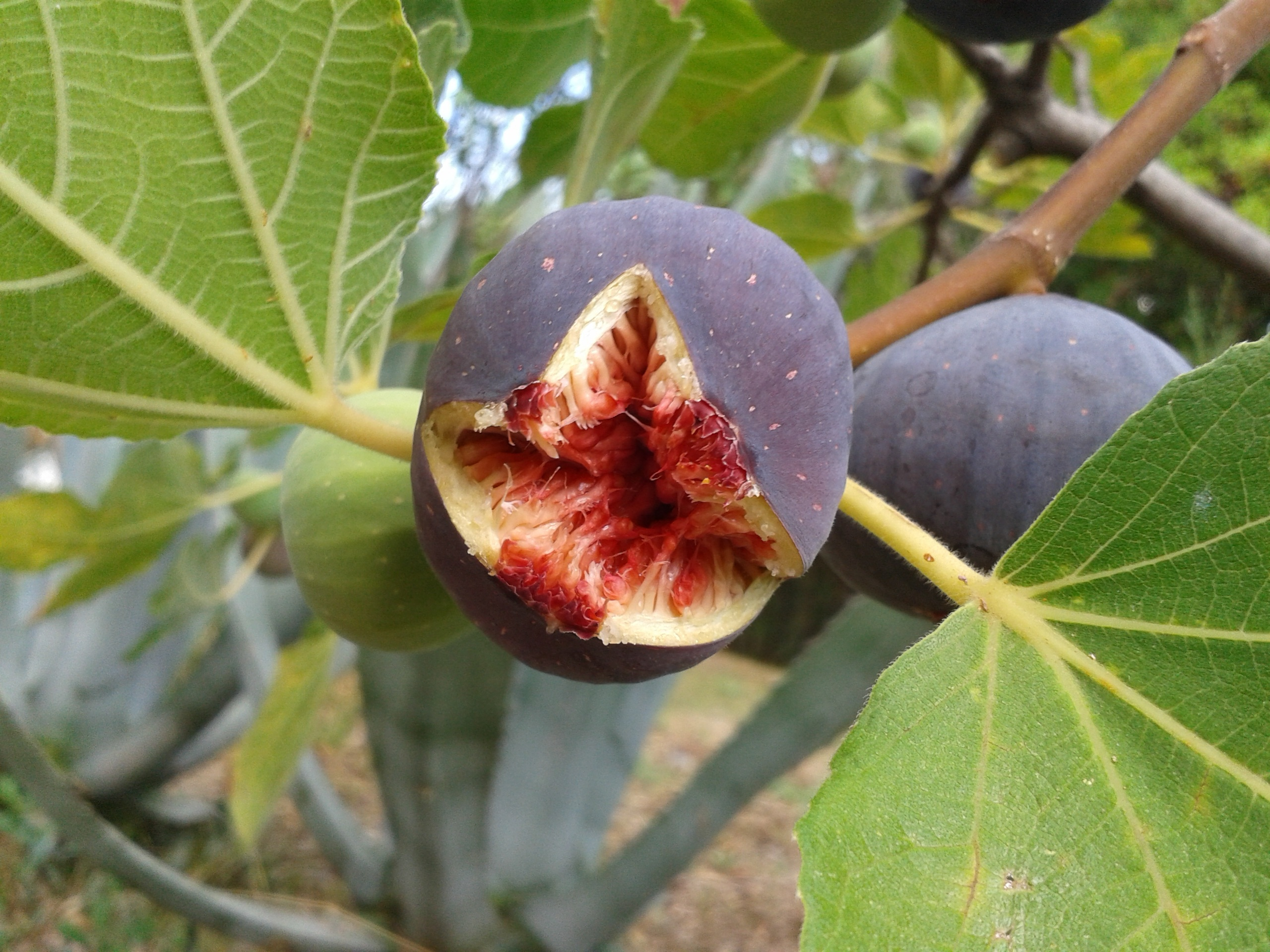
Một quả sung ngọt phơi bày ra nhiều bộ nhụy nhỏ trưởng thành và mang hạt. Chúng được thụ phấn bởi ong bắp cày Blastophaga psenes.

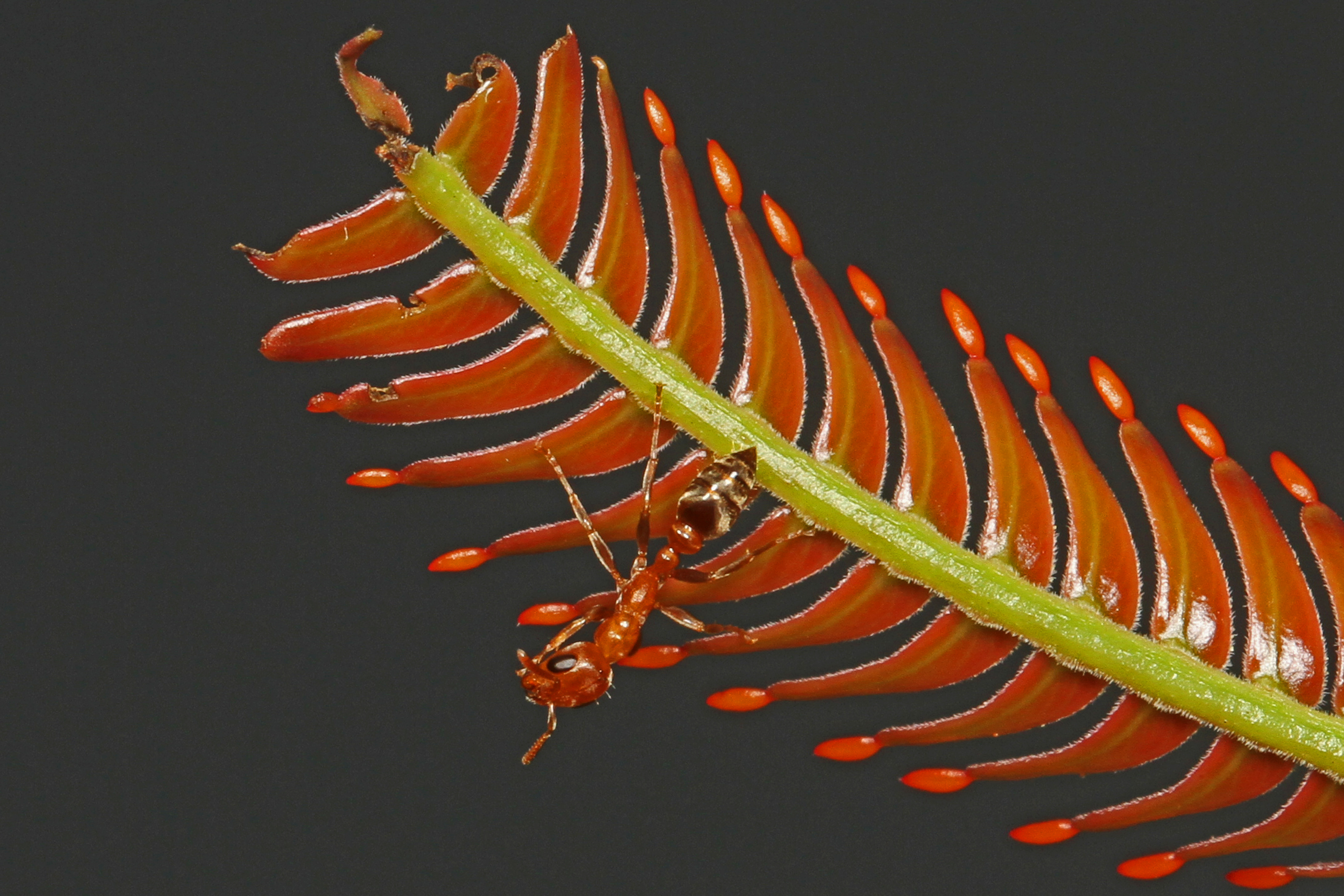
Kiến Pseudomyrmex đang ở trên cây Vachellia cornigera

Chi Ficus bao gồm khoảng 800 loài dây leo, cây bụi, cây gỗ và các giống nhân tạo, được xác định bởi syconia của chúng, các mạch giống quả sẽ giữ hoa cái hoặc phấn hoa ở bên trong. Mỗi loài sung thường sẽ có ong bắp cày riêng để thụ phấn cho quả sung trong hầu hết các trường hợp và do đó sự phụ thuộc lẫn nhau đã phát triển và tồn tại trong toàn bộ chi. 

### Chi Keo và kiến keo
Kiến keo (Pseudomyrmex ferruginea) là loài kiến bảo vệ ít nhất năm loài "keo" (Vachellia)  khỏi các loài côn trùng săn mồi và các loài thực vật cạnh tranh ánh sáng mặt trời khác. Đổi lại, cây sẽ cung cấp dinh dưỡng và nơi trú ẩn cho kiến keo và ấu trùng của nó.   Sự cộng sinh như vậy không tự nhiên được hình thành mà là vì các loài kiến khác chỉ lợi dụng cây chứ không hợp tác với cây và tuân theo các chiến lược tiến hóa khác nhau. Những con kiến này gây ra tổn hại nghiêm trọng cho cây khi chúng phá hủy các cơ quan sinh sản của cây, mặc dù tác động thực sự của chúng đối với cây không hẳn là tiêu cực và do đó trở nên khó dự đoán.  

## Vật chủ và ký sinh

### Ký sinh trùng và vật chủ sinh sản hữu tính
Quan hệ đồng tiến hóa vật chủ-ký sinh là quan hệ đồng tiến hóa giữa vật chủ và ký sinh trùng. Đặc điểm chung của nhiều loại virus vốn là ký sinh bắt buộc đã đồng tiến hóa cùng với một vật chủ tương ứng. Các đột biến tương quan giữa vật chủ và ký sinh trùng có thể khiến cho hai bên tiến hóa đối kháng lại với nhau. Bất kỳ sinh vật nào, dù là vật chủ hay ký sinh trùng nếu không thể theo kịp với các sinh vật khác thì chúng sẽ bị loại khỏi môi trường sống của chúng vì loài có quần thể trung bình cao hơn sẽ tồn tại. Cuộc chạy đua tiến hóa này được gọi là giả thuyết Hoàng hậu Đỏ.  Giả thuyết Hoàng hậu Đỏ cho rằng sự sinh sản hữu tính cho phép vật chủ đi trước ký sinh trùng của nó, tương tự như giả thuyết Nữ hoàng Đỏ trong cuốn Through the Looking-Glass: "bạn phải chạy nhanh nhất có thể để giữ nguyên vị trí". Vật chủ sinh sản hữu tính tạo ra một số cá thể có khả năng miễn dịch với ký sinh trùng của nó và sau đó chúng sẽ tiến hóa để đáp ứng lại. 
Quan hệ vật chủ-ký sinh có thể đã ủng hộ cho sự sinh sản hữu tính thay vì sinh sản vô tính vì khi các ký sinh trùng lây nhiễm vào vật chủ thì sự sinh sản hữu tính đã cho phép các thế hệ sau có cơ hội để có hệ miễn dịch tốt hơn và ngăn chặn được những ký sinh trùng cũ. Đối với sinh sản vô tính thì các thế hệ khác nhau vẫn có thể bị bệnh từ cùng một ký sinh trùng.   Có thể quá trình đồng tiến hóa giữa vật chủ và ký sinh trùng đã tạo ra phần lớn sự đa dạng di truyền được thấy ở quần thể bình thường. 

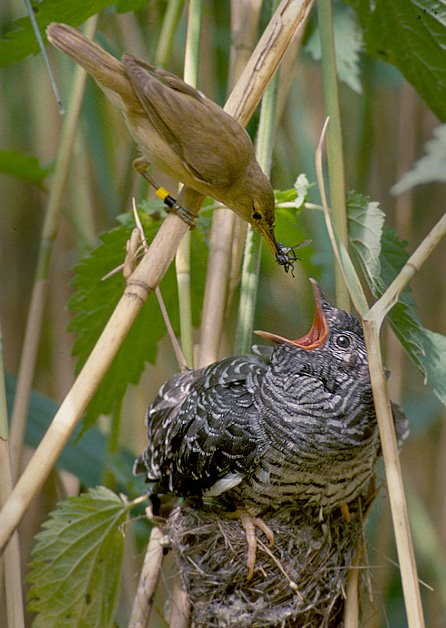
Một con chích sậy đang nuôi một con chim cu cu

### Ký sinh nuôi dưỡng
Ký sinh nuôi dưỡng chứng tỏ sự đồng tiến hóa chặt chẽ giữa vật chủ và ký sinh. Ví dụ như ở một số loài cu cu thì chúng sẽ không làm tổ mà sẽ đẻ trứng vào tổ của loài khác và đẩy hoặc giết trứng với con non của vật chủ và điều này đã tạo ra bất lợi cho sự sinh sản của vật chủ. Trứng của chúng được ngụy trang thành trứng của vật chủ, ngụ ý rằng vật chủ có thể phân biệt trứng của mình với trứng của ký sinh trùng và đang trong một cuộc chạy đua tiến hóa với chim cu cu giữa ngụy trang và nhận biết. Chim cu cu có khả năng thích nghi ngược với khả năng phòng vệ của vật chủ bằng các đặc điểm như vỏ trứng dày, thời gian ấp ngắn hơn và lưng phẳng để nhấc trứng khác ra khỏi tổ.   

### Đồng tiến hóa đối kháng
Đồng tiến hóa đối kháng đã được biết đến ở loài kiến Pogonomyrmex barbatus và Pogonomyrmex rugosus. Trong mối quan hệ vừa ký sinh và vừa cộng sinh thì kiến chúa không thể sinh sản ra kiến thợ bằng cách giao phối với đồng loại mà chỉ có thể lai tạo với loài kia để có kiến thợ. Những con kiến chúa có thể đóng vai trò là ký sinh trùng cho con đực của loài kia vì tinh trùng của chúng sẽ chỉ tạo ra những con lai vô sinh. Nhưng vì các tổ kiến hoàn toàn phụ thuộc vào những con lai này để tồn tại nên nó cũng mang tính cộng sinh. Mặc dù không có sự trao đổi di truyền giữa các loài, nhưng chúng không thể tiến hóa quá khác biệt vì điều này sẽ khiến cho chúng không thể lai tạo. 

## Động vật săn mồi và con mồi

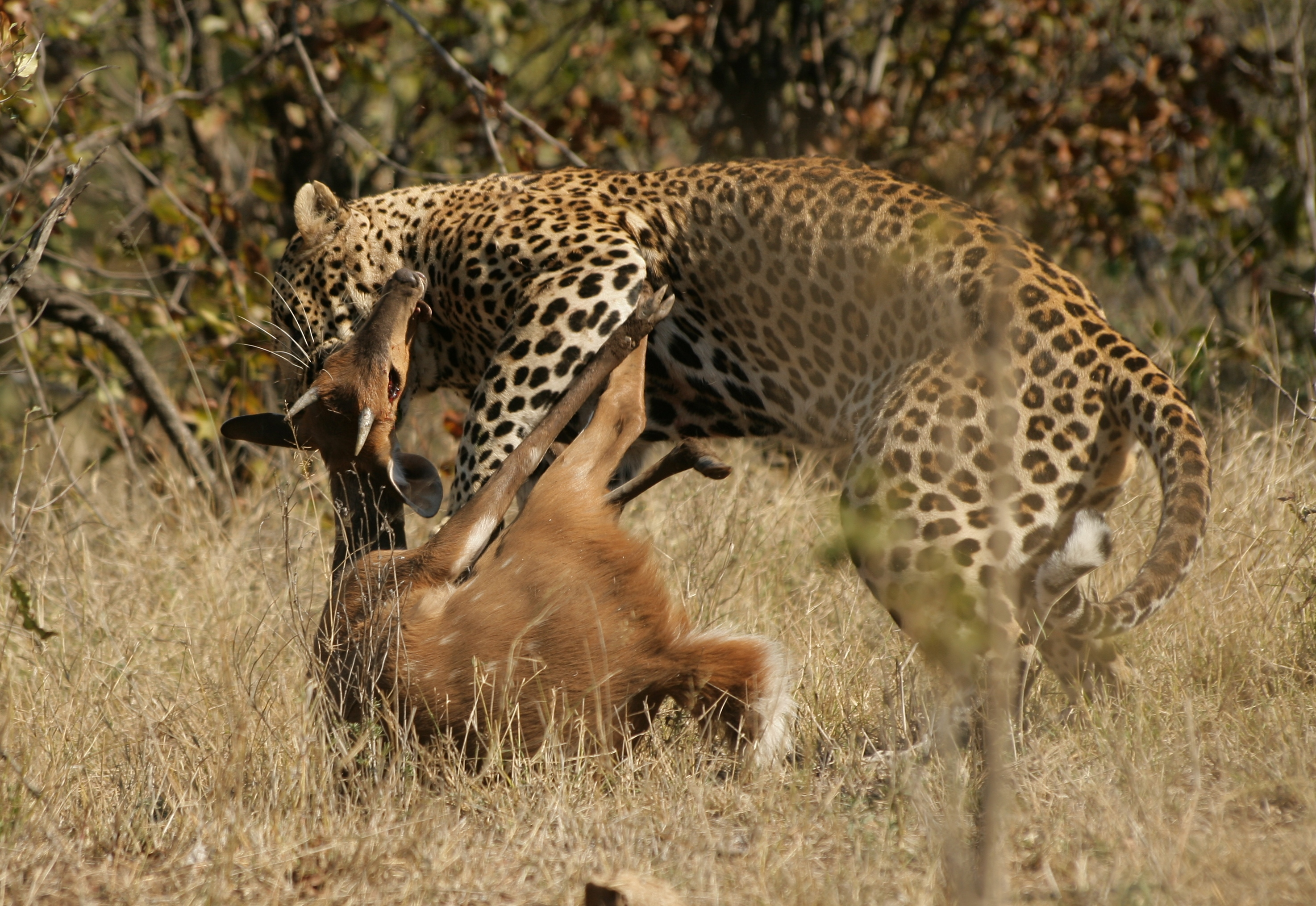
Một con báo đang giết một con linh dương bụi rậm

Động vật săn mồi thường sẽ tìm cách săn mồi hiệu quả hơn và con mồi thì sẽ tìm cách chạy trốn hiệu quả hơn và việc này tạo ra áp lực chọn lọc cho cả hai bên. Thường thì điều này sẽ tạo ra cuộc chạy đua tiến hóa cho cả hai bên. Điều tương tự cũng có thể được áp dụng cho động vật ăn cỏ và thực vật.
Ở dãy núi Rocky, sóc đỏ và chim mỏ chéo (chim ăn hạt) thường tranh giành hạt của cây thông. Những con sóc lấy hạt của cây thông bằng cách gặm qua các vảy hình nón trong khi chim mỏ chéo sẽ lấy hạt bằng những chiếc hàm bắt chéo của chúng. Ở những khu vực có sóc, nón của cây thông thường nặng hơn, có ít hạt hơn và vảy mỏng hơn để khiến sóc khó lấy hạt hơn. Ngược lại, ở những nơi có chim mỏ chéo nhưng không có sóc thì các nón có sẽ nhẹ hơn nhưng vảy lại dày hơn khiến cho chim mỏ chéo khó lấy hạt hơn. Các tế bào hình nón của cây thông đang trong cuộc chạy đua tiến hóa với hai loài động vật ăn cỏ. 

## Sinh vật cạnh tranh

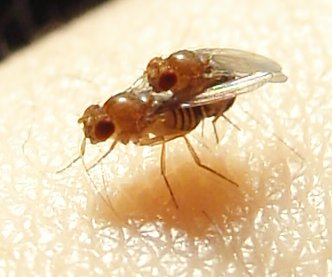
Xung đột tình dục đã được nghiên cứu ở loài Drosophila melanogaster (hình giao phối, con đực ở bên phải).

Thường thì cả cạnh tranh cùng loài như xung đột tình dục  và chọn lọc giới tính,  và cạnh tranh khác loài như giữa các loài săn mồi có thể thúc đẩy sự đồng tiến hóa với nhau. Cạnh tranh cùng loài có thể dẫn đến mối quan hệ tiến hóa như chạy đua tiến hóa được gọi là đồng tiến hóa đối kháng giới tính. Trong đồng tiến hóa đối kháng giới tính, hai giới tính trong cùng một loài sẽ phản kháng với nhau để có thể sinh sản một cách tối đa. Ví dụ như ở một số loài côn trùng thì chúng sẽ sinh sản bằng cách thụ tinh sau chấn thương, điều này sẽ gây bất lợi cho sức khỏe của con cái. Trong quá trình giao phối, con đực sẽ cố gắng tối đa hóa thể lực của mình bằng cách thụ tinh cho càng nhiều con cái càng tốt, nhưng bụng của con cái càng bị thủng nhiều lần thì khả năng sống sót của nó càng ít, do đó khả năng sống sót của nó bị giảm sút.

## Đồng tiến hóa đa loài
Các dạng đồng tiến hóa đã biết cho đến nay được mô tả như thể rằng chúng hoạt động theo cặp, trong đó các đặc điểm của một loài đã tiến hóa để đáp ứng trực tiếp với các đặc điểm của loài kia và ngược lại. Thực tế thì không phải quan hệ đồng tiến hóa nào cũng như vậy, có một dạng đồng tiến hóa mà trong đó một nhóm loài có một số đặc điểm nhất định và nó đồng tiến hóa cùng với một nhóm loài khác và nó không hoạt động theo cặp, dạng đồng tiến hóa này có thể được gọi với nhiều tên khác nhau như đồng tiến hóa khuếch tán,... Ví dụ như ở một số loài thực vật có hoa thì chúng có các đặc điểm như tiết mật hoa ở đầu ống dài và nó đồng tiến hóa với đặc điểm có vòi dài ở một số loài côn trùng thụ phấn. Tổng quát hơn, thực vật có hoa được thụ phấn bởi côn trùng thuộc các họ khác nhau bao gồm ong, ruồi và bọ cánh cứng, tất cả đều tạo thành một nhóm lớn bao gồm các loài thụ phấn phản ứng với mật hoa hoặc phấn hoa do hoa tạo ra.   